# Тронин, Вениамин Семёнович
Вениами́н Семёнович Тро́нин (14 июля 1960, Глазов, Удмуртская АССР) — российский кинорежиссёр, сценарист, продюсер. Заслуженный деятель искусств Удмуртской Республики, член Союза кинематографистов России, уполномоченный представитель Республики Удмуртия в Союзе кинематографистов России, член Гильдии кинорежиссёров России, член Гильдии неигрового кино России, экс-председатель Общественного совета по культуре города Глазова. Лауреат, номинант, призер, участник многочисленных Российских и международных фестивалей и кинофорумов.

## Биография
Вениамин Семёнович Тронин родился 14 июля 1960 года в городе в Глазов Удмуртской АССР. После школы служил на Тихом океане во Владивостоке, работал в Глазове на Чепецком механическом заводе, учился на филологическом факультете Горьковского государственного университета. Вернувшись после университета в Глазов, Тронин работал учителем русского языка и литературы, корреспондентом и редактором местных газет, директором городского театра и предпринимателем. Был депутатом городской Думы.
В 2000-м году он выпустил сборник своих стихов, поставил спектакль по своей пьесе и поступил на Высшие курсы сценаристов и режиссёров (ВКСР Москва) в мастерскую режиссёров игрового кино Владимира Хотиненко, Павла Финна и Владимира Фенченко. В 2008 году создал Удмуртскую студию «Киноглаз-ов», которую возглавляет по сегодняшний день.

## Творчество

### Фильмография

#### «Электричество (Хочу умереть)» (2016, 26:00, игровой, Удмуртская студия «Киноглаз-ов»). Автор сценария, режиссёр, продюсер, художник, монтажер
- Премьера — Athens International Film and Video Festival (2016, США, Огайо) — основной конкурс.
- Всероссийский Шукшинский фестиваль — Гран-При «Лучший короткометражный игровой фильм» (2016, Россия, Барнаул).
- Международный фестиваль короткометражного кино «Короче» (2016, Россия, Калининград) — внеконкурсная программа.
- Фестиваль духовно-нравственного и семейного фильма «Святой Владимир» (2016, Россия, Севастополь) — Диплом «За поиски в стилистике кино»
- Международный фестиваль «КиТЫ» — Лучшее игровое кино в международном конкурсе короткого метра (2016, Украина, Мариуполь) — основной конкурс.[3]
- Всероссийский фестиваль авторского короткометражного кино «Арткино» — приз за «Лучшее региональное кино» (2016, Россия, Москва) — основной конкурс.[3]
- Salón Internacional de la Luz (2016, Колумбия, Богота) — основной конкурс.
- Международный фестиваль документального и короткометражного кино Madurai Film Festivall (2016, Индия, Мадурай) - основной конкурс.
- Международный фестиваль-практикум киношкол «Кинопроба» (2016, Россия, Екатеринбург) — внеконкурсная программа.
- Фестиваль независимого авторского экспериментального кино «КИНОЛИКБЕЗ» (2016, Россия, Санкт-Петербург) — основной конкурс.
- Международный кинофестиваль финно-угорского кино «Туйвеж» (2017, Россия, Сыктывкар)[4] — лучший игровой профессиональный фильм.
- Montecatini international Short Film Festival (2017, Италия, Монтекатини-Терме) — основной конкурс.
- "Берегиня « (2017, Архангельск) — основной конкурс.
- Международная конференция общественного телевидения INPUT (Москва, 2017) — прохождение на этап международного отбора в Германию.
- Московский Международный Кинофестиваль (2018, Россия, Москва) — участник секции „Новое российское кино“

#### «Очаг» (2013, 31:00, документальный, студия «Риск»). Автор сценария, режиссёр, оператор, монтажер.

##### Кинофестивали и премии в России
- Национальная премия Киноакадемии России в области неигрового кино и телевидения „Лавровая ветвь“ (Россия, Москва, 2013) — диплом номинанта.
- Международный фестиваль фильмов и телепрограмм правоохранительной тематики „Детективфест“, (Россия, Москва, 2014) — Спецприз.
- Международный кинофестиваль „Саратовские страдания“ (Россия, Саратов 2013) — Приз Министерства Саратовской области.
- Международный кинофестиваль «Окно в Европу» (Россия, Выборг 2013). Дата обращения: 20 июня 2019. Архивировано из оригинала 29 июня 2012 года. — Диплом жюри „За тонкую настройку высоких энергий времени“
- Международный фестиваль финно-угорского кино „Туйвеж“, (Россия, Сыктывкар 2013) — Диплом жюри.
- Международный кинофестиваль „Сталкер“ (Москва 2013) — приз жюри и специальный приз им. Феликса Светова, номинация в категории „Лучший короткометражный телевизионный фильм“.
- Международный фестиваль искусств „Арт-Изо-Фест“ (Москва, 2014) — победитель в номинации „Лучший документальный фильм до 30 мин“.
- Международный фестиваль авторского кино „Киноликбез“ (Барнаул, 2014) — Приз серебряный Жан-Люк в категории „Фильм: социализм“ — за правильный пафос.
- Международный фестиваль „Невский Благовест“(2014, Санкт-Петербург).
- Победитель регионального конкурса международной конференции INPUT (2013, Россия, Москва).
- Фестиваль „Зелёное яблоко“ (2015, Россия, Новосибирск») — диплом «За пронзительность темы и интересный режиссёрский ход».
- Международный фестиваль «Встреча» (2014, Россия, Обнинск).

##### Участие в зарубежных фестивалях
- Международный фестиваль «Ступени» (Украина, города Крыма и Харьков, 2013)
- Международный кинофестиваль " Autumn In Voronet (Румыния, Гура-Гуморулуй, 2013)
- Международный фестиваль Days Of Ethnographic Films (DEF) (Словения, Любляна, 2014)
- Parnu International Documentary and Anthropology Film Festival (Эстония, Пярну, 2014) Архивная копия от 5 мая 2017 на Wayback Machine
- Международный путешествующий кинофестиваль Cologne OFF — показы в рамках секции Total Art: Греция (2014,Афины и Каламата), Италия (2014,Сиракузы), Латвия (2014, Рига), Германия (2014, Берлин и Дюссельдорф), Израиль (2014, Тель-Авив), Польша (2014, Варшава и Гданьск), США (2014, Лос Анджелес), Перу (2014, Куско).

#### «Тетка» (2009, 26:00, документальный, студия «Риск», кино 35 мм, три части). Автор сценария и режиссёр.
- Фестиваль «Человек познающий мир» Архивная копия от 29 ноября 2020 на Wayback Machine (Москва-Серпухов 2009 г.) — Второй приз в номинации «Лучший документальный фильм».
- Международный фестиваль «Саратовские страдания» (Саратов, 2009) — два приза.
- VI Международный фестиваль визуальных искусств финно-угорских народов «Туйвеж» («Перекрёсток») (Сыктывкар 2015) — диплом «За оригинальное отображение истории и жизни провинциального российского города»

#### «Мистер Бубыли» (2007, 26:00, документальный, студия «Риск»). Автор сценария и режиссёр.
- Международный фестиваль финно-угорского кино «Туйвеж», Сыктывкар, 2011) — Приз за лучшую режиссуру[5]

#### «Зазорный» (2007, 39 мин., документальный, студия «Русь-фильм»). Автор сценария и режиссёр.
- Международный фестиваль «Саратовские страдания» (Саратов, 2007) — приз жюри.

#### «Вверх тормашками, или Фантомас в уездном городе» (2005, 21:00, документальный, студия «Риск», кино 35 мм, 2 части, дебют в документальном кино). Автор сценария и режиссёр.
- Международный фестиваль Саратовские страдания (Саратов,2006) — приз жюри

##### Участие в фестивалях класса «А»
- Международный кинофестиваль Тампере (Тампере, 2006,Финляндия) — основной конкурс
- Международный кинофестиваль Тампере (Тампере, 2008 Финляндия) — специальная программа
- Международный фестиваль документального и анимационного кино в Лейпциге (Лейпциг, 2006, Германия) — специальная программа.
- Национальная премия киноакадемии «Лавр»(Москва, 2006) — номинация «Лучший дебют» в России.

##### Выборочные учебные фильмы (Высшие курсы сценаристов и режиссёров)
«Косари» (2004, 11:00, игровой — учебная работа). Автор сценария, режиссёр, оператор, художник.
- Фестиваль «Звезда-звезда»(Москва, 2014) — Вторая премия .
- Международный фестиваль финно-угорского кино «Туйвеж» (2013) — диплом жюри.
- Международный кинофестиваль «RIFF» (США, Голливуд, 2004 г.) — диплом участника.
- Международный Венский кинофестиваль (Австрия, Вена,2005 г.) -диплом участника.

«Дождь идет» (2001, 5:00,игровой — учебная работа). Автор сценария, режиссёр, оператор, художник. 
- Фестиваль «Знаки ночи» (Париж, 2007 г.) — диплом участника
- Международный Кинофорум стран СНГ и Балтии (Москва, 2002 г.) — диплом участника.
- Кинофестиваль «Святая Анна» (Москва, 2002 г.) — диплом участника.

## Сценарии
- "Глубинка-мама" (2017)
- "Джардон" (2016)
- «Зверь» (2009) Автор сценария полнометражного игрового кино. (Отрывок сценария опубликован в журнале «Арт» № 2 Сыктывкар, 2013 г.)
- «Лузер» (2005) Автор сценария полнометражного игрового кино. В соавторстве с Юрием Солодовым.
- «Маша» (2002) Автор сценария короткометражного игрового кино. В соавторстве с Юрием Солодовым.
- «Дирижабля» (2017)  - Конкурс киносценариев «В начале было слово» (2017,Санкт-Петербург, Ленфильм) -  2 место

## Театр
- Спектакль «Колобок, или конец света» - режиссер премьера - Глазов, 2000 г.
- Гастроли - (Ижевск,2000 г.)

## СМИ
- Вениамин Тронин: «Чтоб не вспыхнул в России бунт окаянный» // «Мой город Глазов»
- Прочувствовать искру жизни // газета «Новый путь»
- Национальная электронная библиотека Удмуртской Республики (недоступная ссылка)
- Вениамин Тронин: «Талант — это на сто процентов отвага!..» // журнал «Инвожо»
- Режиссёр Вениамин Тронин: «Рабом человек делает себя сам» // АиФ в Удмуртии
- «Знаю, что я его сниму». Интервью с Вениамином Трониным // Интернет газета ДЕНЬ.org
- Тронин В. С. Тайна Кольки Беспутого: (История для киносценария) // Калина красная (Глазов). — 2005. — 15 янв.
- Тронин В. С. Обыкновенное чудо / беседовала И. Волкова // Мой город (Глазов). — 2008. — 24 янв. — С. 12.
- «Вверх тормашками, или Фантомас в уездном городе» // Телеканал Россия К. 14 июля 2008 года
- Тронин В. С. Ваньмыз потэ мылкыд бордысь: [беседа с кинорежиссёром из Глазова] // Иднакар (Глазов). — 2008. — 26 августа
- Вверх тормашками, или фантомас в уездном городе//Телеканал Россия Культура  - 14 июля 2008 г.
- Метафоричность «Электричества» // Известия Удмуртской Республики
- Тронин В. С. Эротический город; «Пью в метро свой быстрый кофе…» (недоступная ссылка)
- «Инвожо» Альманах удмуртского ПЕН-клуба. — 2010. — № 5/6. — С. 83
- Тронин В. С. Кумышка; Homo homini; Воробей; Новый год; Трус отчаянный; «Твой пульс в моей руке…»; Об искусстве // Инвожо = Альманах удмуртского ПЕН-клуба. — 2011. — № 5/6. — С. 56-57
- Лукинская О. Жизнь без иллюзий // Аргументы и факты в Удмуртии. — 2011. — 30 нояб. — 6 дек. (№ 48). — С. 3
- Тронин В. С. Ву шапыкын — быдэс дунне / беседовала Альбина Бушмакина // Иднакар. — 2011. — 20 дек. — С. 3
- Закирова Н. Н. Настоящий литературный Глазов // Наше культурное достояние: учеб.-метод. пособие. — Глазов, 2007. — С. 74-154.
- Тронин В. С. Уже не до искусства. Кинорежиссёр выступил в защиту малой родины: [беседа с глазовcким режиссёром, издателем газеты «Околица» о задачах газеты] / записала Оксана Лукинская // Аргументы и факты в Удмуртии. — 2012. — 25-31 июля. — С. 3.
- Мир, в котором Я живёт
- Измайлова, Светлана. Очаг на все времена // Аргументы и факты в Удмуртии. — 2013. — 25 сент. — 1 окт. (№ 39). — С. 16.
- Фильм режиссера из Удмуртии, выигравший гран-при всероссийского фестиваля, презентовали в США
- Измайлова, Светлана. Зима у нас мягкая…: почему фильм режиссёра из Глазова наделал много шума? // Аргументы и факты в Удмуртии. — 2013. — 11-17 дек. (№ 50). — Прил.: с. 15.
- «Глубинка — мама» новый проект Вениамина Тронина уже в киноэнциклопедии // «Удмуртская правда» — 27.05.17
- Маленькое кино идет в мир // Красное знамя. 13.04.17.
- Кинорежиссер из Глазова Вениамин Тронин: «Жить дома — это настоящая роскошь» // Свое Дело. 29.08.17
- С легкой руки // Удмуртская правда. 30.08.17
- Фильм Венинамина Тронина откроет фестиваль финно-угорских народов // Удмуртская правда[6]

## Ресурсы в соцсетях
- Группа "Кинорежиссёр Вениамин Тронин" в Фейсбук
- Группа "Кинорежиссер Вениамин Тронин в ВКонтакте
- Страница фильма "Электричество"  в Фейсбук
- Страница фильма "Очаг" в Фейсбук
- Страница на сайте Ruskino.ru
- Канал Кинорежиссер Вениамин Тронин на YouTube
- ВЕТР Киношкола Вениамина Тронина в Фейсбук
- ВЕТР Киношкола Вениамина Тронина в Вконтакте